# Ladaniva
Ladaniva – francusko-ormiański duet muzyczny tworzący muzykę z gatunku world music, założony w 2019 roku. W skład zespołu wchodzą: Żaklin Baghdasarian i Louis Thomas.
Reprezentanci Armenii w 68. Konkursie Piosenki Eurowizji (2024).

## Historia
Zespół powstał w 2019 w wyniku współpracy wokalistki Żaklin Baghdasarian (ur. 1997) oraz multiinstrumentalisty Louis Thomasa (ur. 1987). W 2020 wydali swój debiutancki singel „Kef Chilini”.
W 2022 otrzymali nagrodę European Border Breakers Award. Rok później wydali pierwszy album studyjny Ladaniva, pod szyldem wytwórni PIAS Recordings.

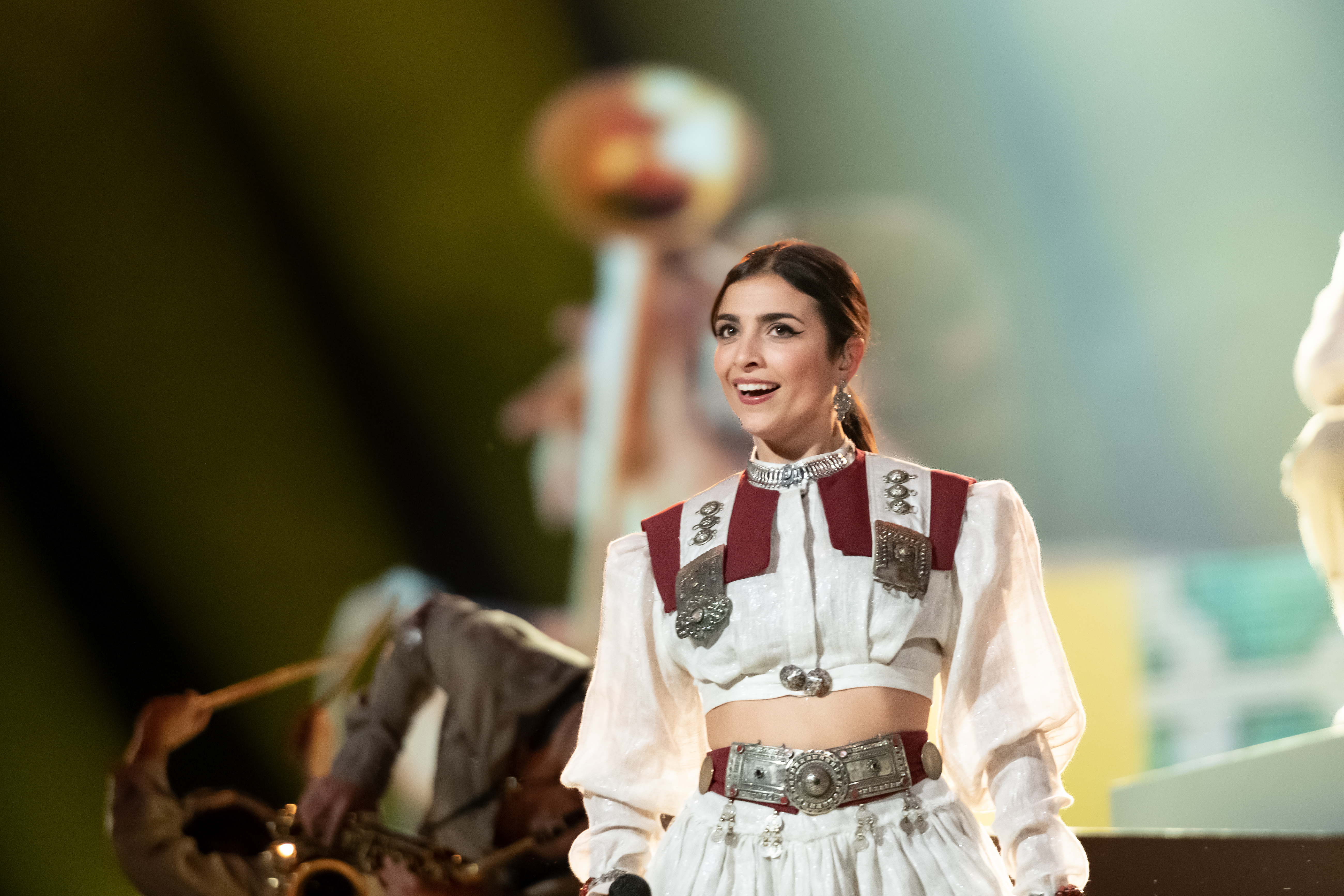
Żaklin Baghdasarian w trakcie występu Ladanivy podczas próby kostiumowej drugiego półfinału 68. Konkursu Piosenki Eurowizji (2024)

9 marca 2024 ogłoszono, że zostali wybrani na reprezentantów Armenii w 68. Konkursie Piosenki Eurowizji, a 13 marca ujawniono ich konkursową piosenkę „Żako”. Piosenka została zaprezentowana podczas drugiego półfinału i awansowała do finału. Podczas finału utwór został zaprezentowany jako dziewiętnasty z kolei i zajął 8. miejsce, zdobywszy 183 punktów, w tym 101 pkt od jury (9. miejsce) i 82 pkt od widzów (9. miejsce).

## Dyskografia

### Albumy
| Rok  | Dane dot. albumu                                                                                               |
| ---- | --- |
| 2023 | Ladaniva - Wydany: 29 września 2023 - Wytwórnia: Jiguli, PIAS Recordings - Format: Digital download, streaming |

### Minialbumy
| Rok  | Dane dot. albumu                                                                                              |
| ---- | --- |
| 2023 | Ladaniva - Wydany: 13 czerwca 2023 - Wytwórnia: Jiguli, PIAS Recordings - Format: Digital download, streaming |

### Single
| Rok  | Tytuł                   | Album                |
| ---- | ----------------------- | -------------------- |
| 2020 | „Kef chilini”           | –                    |
| 2020 | „Oror”                  | –                    |
| 2021 | „Pourquoi t'as fait ça” | –                    |
| 2023 | „Shakar”                | Ladaniva             |
| 2023 | „Wayo waya”             | Ladaniva             |
| 2023 | „Je voulais”            | Ladaniva             |
| 2023 | „Je t'aime tellement”   | Ladaniva             |
| 2023 | „Żako”                  | Ladaniva             |
| 2024 | „Here's to You Ararat”  | Ladaniva (Postcards) |
| 2024 | „Saraiman”              | Ladaniva (Postcards) |